# 神经节

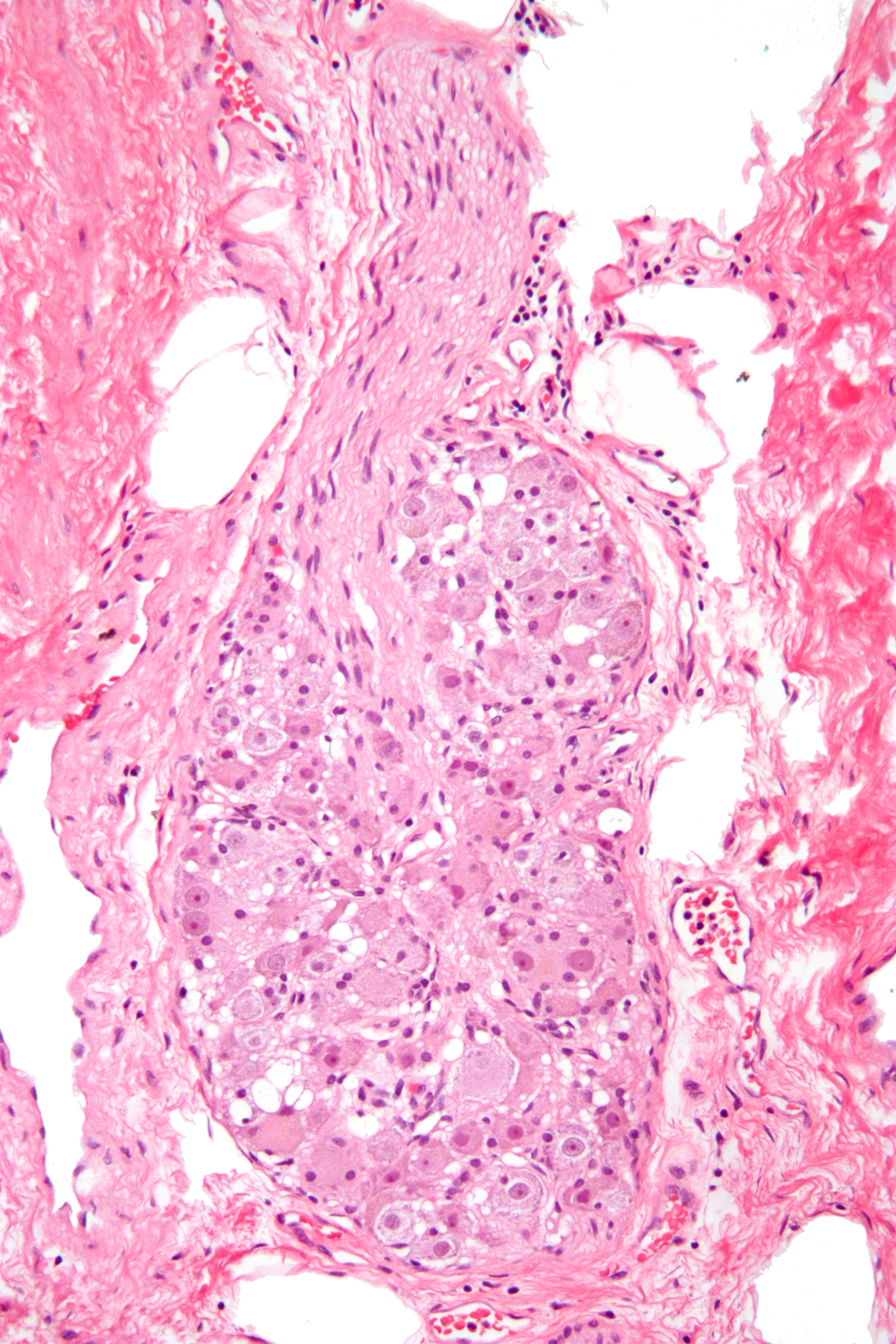
神經節的顯微照相。蘇木精-伊紅染色。

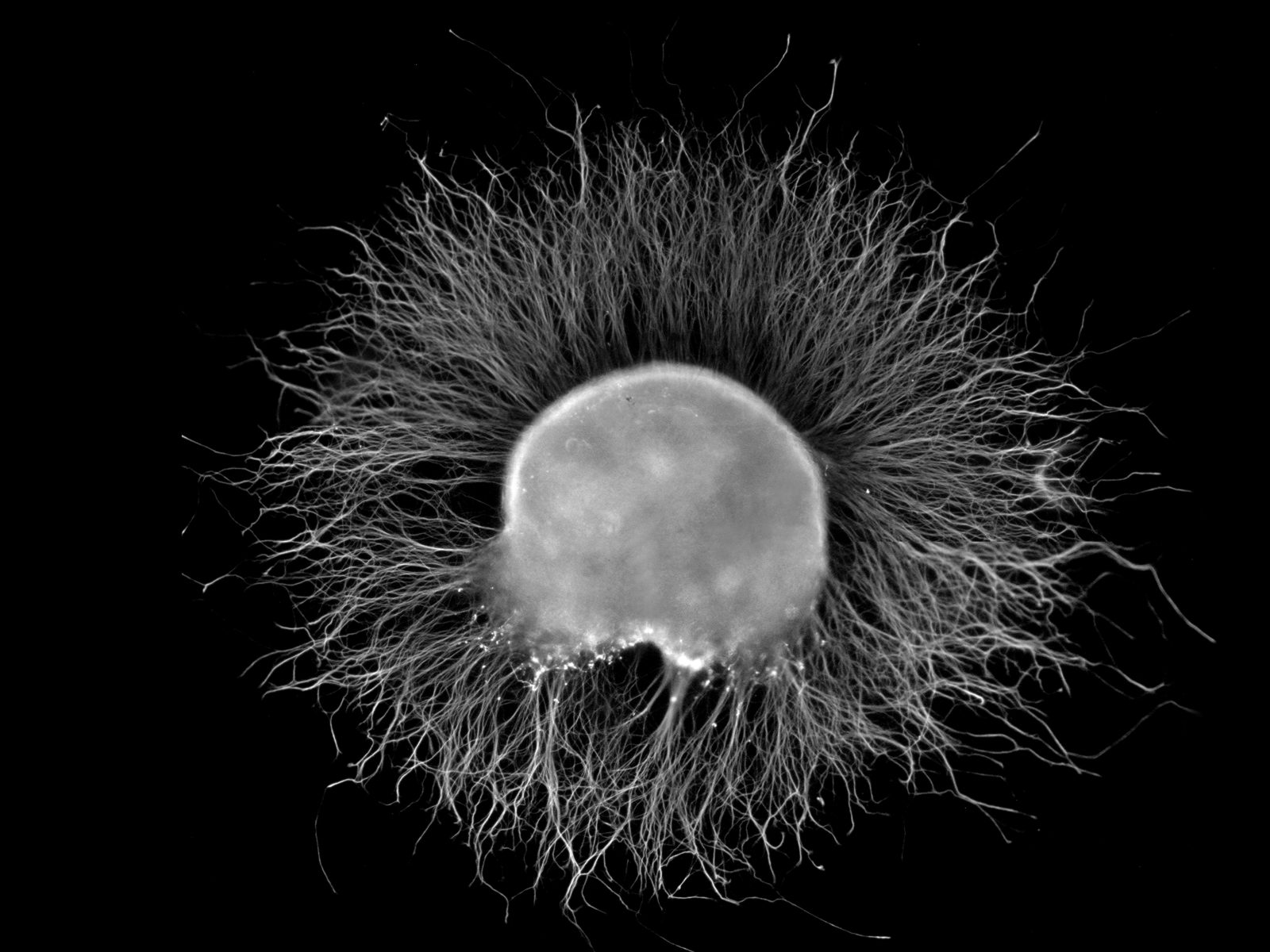
背根神經節（dorsal root ganglion），來自約七天大的雞胚胎。注意其轴突已長出神經節外

神經節（英語：ganglion）在解剖學上是一個生物組織叢集，通常是神經細胞體的集合。在神經節內的細胞稱為神經節細胞，雖然這一詞有時會特別用來指視網膜神經節細胞。
神經節是功能相同的神經元細胞體在中樞以外的周圍部位集合而成的結節狀構造。表面包有一層結締組織膜，其中含血管、神經和脂肪細胞。被膜和周圍神經的外膜、神經束膜連在一起，并深入神經節內形成神經節中的網狀支架。由節內神經細胞發出的纖維分布到身體有關部分，稱節后纖維。按生理和形態的不同，神經節可為脊神經節（感覺性神經節）和植物性神經節兩類。腦脊神經節在功能上屬于感覺神經元，在形態上屬于假單極或雙極神經元。植物性神經節包括交感和副交感神經節。交感神經節位于脊柱兩旁。副交感神經節位于所支配器官的附近或器官壁內。在神經節內，節前神經元的軸突與節后神經元組成突觸。神經節通過神經纖維與腦、脊髓相聯繫。

## 神經學
在神經學中，神經節主要是由核周體和附隨連結的樹突組合而成。
神經節經常與其他神經節相互連接以形成一個複雜的神經節系統，被稱為神經叢。
神經節提供了身體內不同神經體系之間的依靠點和中介連結，例如周圍神經系統和中樞神經系統。
脊椎動物包含兩種主要的神經節：
- 背根神經節（又稱為脊神經節、感覺性神經節）包含了感覺神經元細胞體
- 自律神經節（英语：Autonomic ganglion）（又稱為植物性神經節）包含了自律神經細胞體

在自律神經系統中，由中樞神經系統連接到神經節的纖維稱作神經節前纖維，而由神經節連接至效應器的纖維則稱為神經節後纖維。自律神經節外包有結締組織形成之被囊（capsule），其內神經元本體（somas）聚集成團，在神經本體之間是神經纖維，其細胞外圍有肌衛星細胞。
自律神經節依功能上可分為交感神經節與副交感神經節兩種。交感神經節於脊椎兩側，形成交感神經鏈。副交感神經節則分布於其所支配之器官內或附近，如消化道之奧氏神經叢，麥氏神經叢等。奧氏神經叢又稱肌神經叢（myenteric plexus），位於消化道腸壁的外肌層，為副交感神經結之神經細胞及節後纖維所組成，常於分佈在環形肌及外縱走肌（outer longitadinal muscle）之間。麥氏神經叢位於消化道之黏膜下層，故又稱黏膜下層神經叢（submucosal plexus），麥氏神經叢為副交感神經節及無髓鞘神經纖維所構成。

## 外部連結
- 醫學百科 （页面存档备份，存于）